# جاك ديفيس
جاك ديفيس (بالإنجليزية: Jack Davis) هو سياسي أمريكي، ولد في 1933. حزبياً، نشط في الحزب الجمهوري والحزب الديمقراطي.